# H&M
H&M Hennes  & Mauritz AB, comunemente conosciuta come H&M, è un'azienda di abbigliamento svedese proprietaria inoltre dei marchi Cheap Monday, COS, Monki, Weekday & Other Stories. Al novembre 2015, risulta avere più di 4000 negozi attivi nel mondo; in Italia, dove è presente dal 2003, ve ne sono 158 al 2024 in 19 regioni.

## Storia
L'azienda è stata fondata da Erling Persson nel 1947, quando aprì il suo primo negozio a Västerås, in Svezia. Il negozio, chiamato Hennes (in svedese "lei"), vendeva esclusivamente abbigliamento femminile. Un altro negozio è stato aperto in Norvegia nel 1964. Nel 1968, Persson ha acquisito a Stoccolma il rivenditore di abbigliamento da caccia Mauritz Widforss, cosa che ha portato all'inclusione di una collezione di abbigliamento maschile nella gamma di prodotti e al cambio di nome in Hennes & Mauritz, abbreviato in H&M.

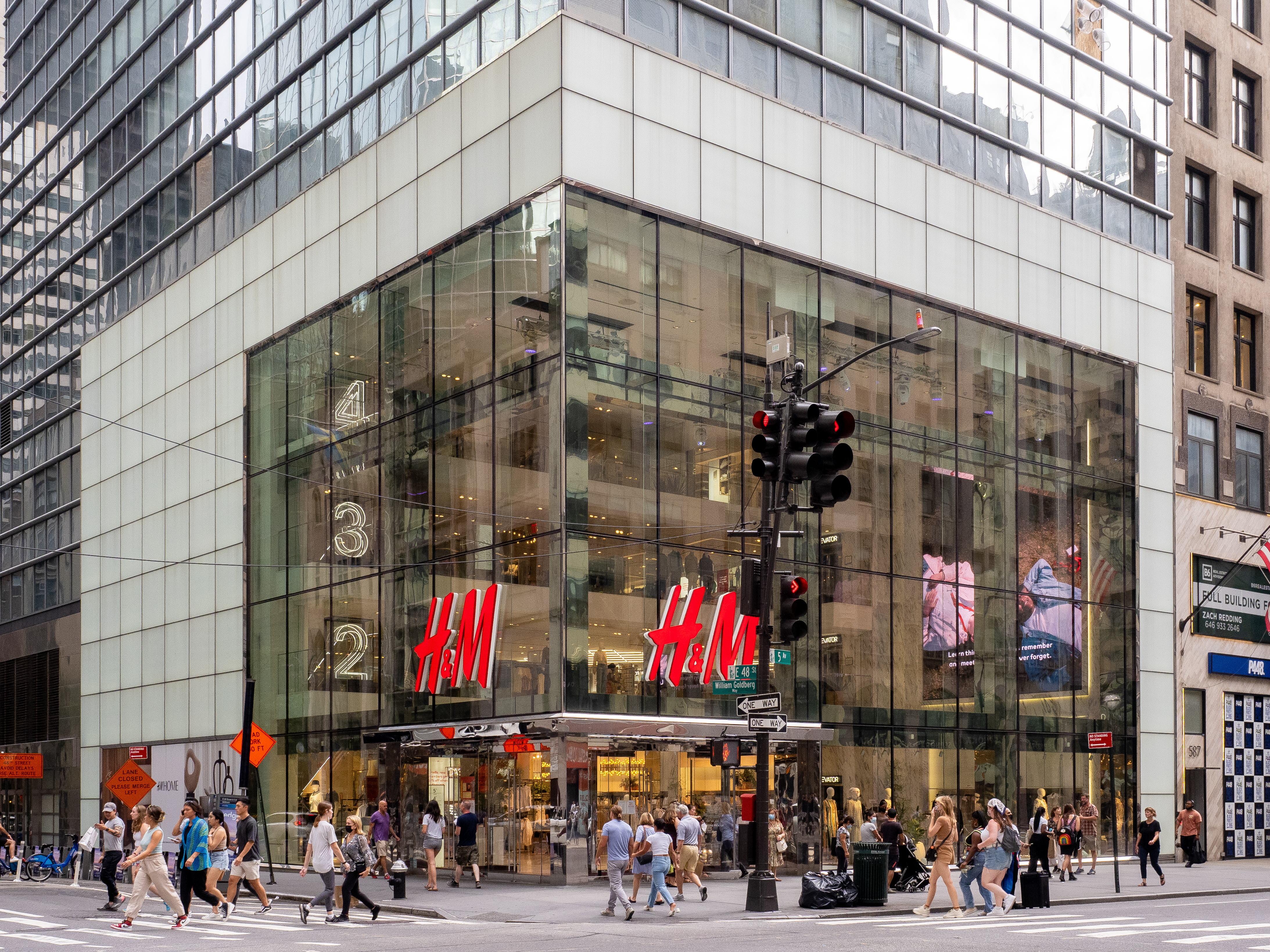
Il negozio H&M sulla Fifth Avenue a Manhattan

La società è stata quotata alla Borsa di Stoccolma nel 1974. Poco dopo, nel 1976, il primo negozio al di fuori della Scandinavia è stato aperto a Londra.  H&M ha continuato ad espandersi in Europa e ha iniziato a vendere al dettaglio online nel 1998 con il dominio hm.com registrato nel 1997, secondo i dati disponibili tramite Whois. L'apertura del suo primo negozio negli Stati Uniti il 31 marzo 2000 sulla Fifth Avenue a New York City ha segnato l'inizio della sua espansione al di fuori dell'Europa.
H&M fa spedire le sue forniture da diverse aree del mondo. Le prime tre località che spediscono le loro materie prime sono Cina, Bangladesh e India. La loro sede di vendita al dettaglio si trova in Svezia, dove 21 fornitori e fabbriche producono i prodotti di abbigliamento e gli accessori di H&M.

### Arredamento per la casa
Nel 2008, la società ha annunciato che avrebbe iniziato a vendere mobili per la casa. Sebbene inizialmente distribuiti online, gli articoli per l'arredamento della casa sono ora venduti nei negozi H&M Home in tutto il mondo.

### Altri marchi
I concept store, tra cui COS, Weekday, Monki e Cheap Monday, sono stati lanciati in seguito all'espansione di H&M in Asia. Nel 2009 e nel 2010, la società di consulenza sui marchi Interbrand ha classificato H&M come il ventunesimo marchio globale di maggior valore. Il suo valore è stato stimato tra i 12 miliardi e i 16 miliardi di dollari. Nell'ambito di "H&M with Friends", H&M ha collaborato con Good American, un marchio fondato da Khloe Kardashian ed Emme Grede, per presentare i loro prodotti nei negozi di e-commerce svedesi e tedeschi di H&M.

### Negozi e COVID-19
H&M gestiva 2.325 negozi alla fine del 2011. Nel settembre 2013,  ha aperto il suo 3000º negozio a Chengdu, in Cina.
Nell'ottobre 2020, H&M ha annunciato che intendeva chiudere il 5% dei suoi negozi in tutto il mondo nel 2021 a causa della pandemia di COVID-19. H&M ha chiuso 250 negozi in tutto il mondo e ha spostato la maggior parte delle sue operazioni online. La crescita delle vendite del gruppo H&M è diminuita del 34% su base annua.

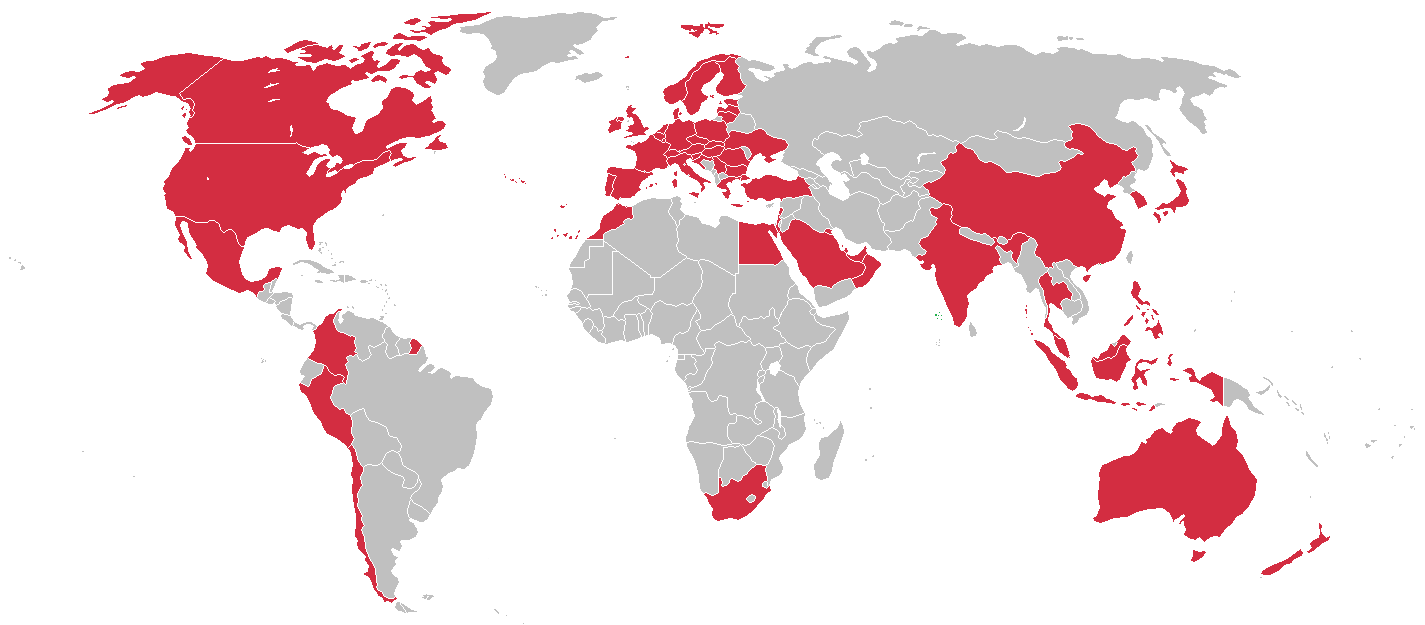
Paesi in cui opera H&M nel 2022

### Ritiro dal mercato russo (2022)
Insieme a centinaia di altre società globali, H&M ha annunciato il 2 marzo 2022 la fine delle operazioni di vendita al dettaglio dei suoi oltre 150 negozi in Russia a seguito dell'invasione russa dell'Ucraina. H&M ha affermato di essere "con tutte le persone che soffrono" in Ucraina e "per la sicurezza di clienti e colleghi" in Russia. Essendosi recentemente espansa tramite i formati Weekday e & Other Stories, la Russia era all'epoca il sesto mercato più grande di H&M, rappresentando il 4% delle vendite del gruppo nel quarto trimestre del 2021.

## Collaborazioni
Dal 2004, H&M produce ogni anno una linea con diversi stilisti e case di moda.
- 2004 - Karl Lagerfeld
- 2005 - Stella McCartney
- 2006 - Viktor & Rolf
- 2007 - Roberto Cavalli
- 2008 - Comme des Garçons
- 2009 - Jimmy Choo e Matthew Williamson
- 2010 - Lanvin e Sonia Rykiel
- 2011 - Versace
- 2012 - Maison Martin Margiela e Marni
- 2013 - Isabel Marant[5]
- 2014 - Alexander Wang[6]
- 2015 - Balmain[7]
- 2016 - Kenzo[8][9][10], Happy Plugs
- 2017 - Erdem, Marcus & Martinus, Ace Tee
- 2018 - Anna Glover, Mrs. Mighetto, JP & J Baker, Love Stories, Lisa & Lena, William Morris & Co[11] e Moschino
- 2019 - Eytys, Nathalie Lété, Kate Morgan[12], Stranger Things, Giambattista Valli, Pride, Ariana Grande, Richard Allan, Mantsho, Kelzuki, Pringle of Scotland, Jonathan Adler
- 2020 - Johanna Ortiz, Toca Life, Desmond & Dempsey, CHIMI Eyewear, Women and waves, Post Malone, Sandra Mansour, Kangol